# Atarba (Atarbodes) apoensis
Atarba (Atarbodes) apoensis is een tweevleugelige uit de familie steltmuggen (Limoniidae). De soort komt voor in het Oriëntaals gebied.